# Liste der türkischen Botschafter in der Ukraine
Der Botschafter leitet die Botschaft in Kiew.
| Ernennung Akkreditierung | Botschafter            | Bemerkung | Ministerpräsident der Türkei | Präsident der Ukraine | Posten verlassen |
| ------------------------ | ---------------------- | --- | ---------------------------- | --------------------- | ---------------- |
| 1918                     | Ahmet Muhtar Mollaoğlu | | Mehmed VI.                   | Pawlo Skoropadskyj    | 1919             |
| 15. Apr. 1992            | Acar Germen            | 1. Mai 1983 – 15. November 1987: Generalkonsul in Köln | Süleyman Demirel             | Leonid Krawtschuk     | 30. Nov. 1997    |
| 1. Dez. 1997             | Alp Karaosmanoğlu      | | Mesut Yılmaz                 | Leonid Kutschma       | 15. Nov. 2001    |
| 1. Dez. 2001             | Ali Bilge Cankorel     | | Bülent Ecevit                | Leonid Kutschma       | 16. Dez. 2005    |
| 23. Dez. 2005            | Erdoğan İşcan          | (* 9. Juli 1951 in Prag) Abitur: St. Joseph High School (Istanbul), 2000–2003: Botschafter in Stockholm, 13. Nov. 2009–5. Mai 2011: Botschafter in Seoul, Mai 2012–2014: ständiger Vertreter bei der WTO. 14. Aug. 2014-ständiger Vertreter beim Europarat. | Recep Tayyip Erdoğan         | Wiktor Juschtschenko  | 2. Nov. 2009     |
| 1. Dez. 2009             | Ahmet Bülent Meriç     | (* 22. Februar 1957 in Ankara) 1978: Studium der Politikwissenschaft an der Universität Ankara, trat 1980 in den auswärtigen Dienst, 2007–2009 verschiedene Positionen in Singapur, 2009–2011: Botschafter in Kiew, 14. Apr. 2014: Botschafter in Tokio. | Recep Tayyip Erdoğan         | Wiktor Juschtschenko  | 15. Nov. 2011    |
| 1. Dez. 2011             | Mehmet Samsar          | 2002: Gesandtschaftsrat in New York 1. Januar 2006 – 28. November 2011: Generalkonsul in New York City | Recep Tayyip Erdoğan         | Wiktor Juschtschenko  | 16. Dez. 2013    |
| 1. Feb. 2014             | Yönet Can Tezel        | (* 1965 in Istanbul) 1984: Abitur: Kadıköy Anadolu Lisesi, 1988: Studium Politikwissenschaft Bosporus-Universität 1999: Master Internationale Beziehungen: Technische Universität des Nahen Ostens, 1989: Eintritt in den auswärtigen Dienst, 1990: Abteilung Politik, 1991–1992: im Büro des Außenministers, 1991: Büro des Ministerpräsidenten, 1992–1995: bei der OSZE Mission in Wien, 1995–1997: beim Generalkonsulat in Jerusalem, 1997–1999: beim Büro des Präsidenten, 1998: Titel Başkâtiplik, 1999–2000: Studium der Diplomatie an der Oxford University, 1999–2003: Gesandtschaftssekretär in London, 2003–2005: Abteilung Politik, 2005–2010: Gesandtschaftssekretär in Ottawa, 2010–2014: Stellvertretender Leiter der Abteilung Ausforschung, 1. Februar 2014: Botschafter in Kiew | Ahmet Davutoğlu              | Petro Poroschenko     |                  |